# Bugz in the Attic
Bugz in the Attic ist ein Kollektiv von DJs und Musikproduzenten der elektronischen Musik in West London. Ihr Musikstil wird meist als Broken Beat beschrieben. Bugz in the Attic betreiben mit BitaSweet Records ein eigenes Label.

## Geschichte
Das Kollektiv setzt sich zusammen aus Orin Walters (Afronaught), Paul Dolby (Seiji), Kaidi Tatham, Daz-I-Kue, Alex Phountzi, Cliff Scott, Mark Force, Matt Lord und Mikey Stirton. 2003 trugen sie mit einer eigenen Kompilation zur Fabric-Live-Serie des renommierten Londoner Clubs Fabric bei. Erstmals einer größeren Öffentlichkeit bekannt wurde das Kollektiv mit ihrer Single-Veröffentlichung Booty La La, das durch den Broken Beat-Stil charakterisiert ist.
Nach bereits vielen dutzend Single-, Remix- und Compilations-Veröffentlichungen brachte das Kollektiv im Sommer 2006 ihr erstes Album heraus: Back in the Doghouse. Die daraus ausgekoppelte Single Don't Stop the Music erreichte in den nationalen britischen Charts Position 76 und im Oktober eine Woche lang Platz 1 in den UK dance charts 2006.

## Diskografie
- 2003: Fabric Live 12 (Kompilation)
- 2004: Got the Bug: the Bugz in the Attic Remixes Collection (Remixes)
- 2005: Life: Styles
- 2006: Back in the Doghouse (Album)